# Främre högra Chahar
Främre högra Chahar är ett mongoliskt baner som lyder under Ulanqabs stad på prefekturnivå i den autonoma regionen Inre Mongoliet i norra Kina. Det ligger omkring 130 kilometer öster om regionhuvudstaden Hohhot.